# Sébastien Japrisot
Sébastien Japrisot (pseudoniem van Jean-Baptiste Rossi; Marseille, 4 juli 1931 - Vichy, 4 maart 2003) was een Franse schrijver die voornamelijk bekend is geworden om zijn detectiveromans.

## Werken

### Romans
- Les Mal Partis, 1950
- Visages de l'amour et de la haine, 1950
- L'Odyssexe, 1965
- L'Été meurtrier, 1978
- La Passion des femmes, 1986
- Un long dimanche de fiançailles, 1991

### Detectiveromans
- Compartiment tueurs, 1962
- Piège pour Cendrillon, 1963
- La Dame dans l'auto avec des lunettes et un fusil, 1966

### Filmscripts
- La Machine à parler d'amour, 1967
- Adieu l'ami, 1968
- La Course du lièvre à travers les champs, 1972
- Le Passager de la pluie, 1992

- Bibsys: 90163207
- Biblioteca Nacional de España: XX891219
- Bibliothèque nationale de France: cb11908615g (data)
- Catàleg d'autoritats de noms i títols de Catalunya: 981058615079506706
- CiNii: DA00849243
- Gemeinsame Normdatei: 119480999
- International Standard Name Identifier: 0000 0001 2103 2798
- Library of Congress Control Number: n79074243
- Nationale Bibliotheek van Letland: 000043218
- Bibliotheek van het Japanse parlement: 00444556
- Nationale Bibliotheek van Tsjechië: jn19990003986
- Nationale bibliotheek van Australië: 35463950
- Nationale Bibliotheek van Israël: 987007307836105171
- Nationale Bibliotheek van Polen: a0000002886603
- Nationale en Universitaire bibliotheek Zagreb: 000294780
- Nederlandse Thesaurus van Auteursnamen: 107006588
- Réseau des bibliothèques de Suisse occidentale: 02-A000093512
- Istituto Centrale per il Catalogo Unico: RAVV019829
- LIBRIS: 191515
- SNAC: w66q2tb3
- Système universitaire de documentation: 026935589
- Trove: 962252
- Virtual International Authority File: 97108287
- WorldCat: E39PBJdcD3PCVhj4Y8h3Ht9JjC